# Браун, Дайан
Да́йан Бра́ун (англ. Diane Brown; род. 20 февраля 1946) — американская кёрлингистка и тренер по кёрлингу.
Чемпионка США среди смешанных команд (1984).
Как тренер мужской сборной США участник чемпионата мира 2000, как тренер сборной США по кёрлингу на колясках участник двух чемпионатов мира.

## Достижения
- Чемпионат США по кёрлингу среди смешанных команд: золото (1984).

## Команды
| Сезон                                          | Четвёртый  | Третий      | Второй           | Первый             | Запасной | Турниры     |
| ---------------------------------------------- | ---------- | ----------- | ---------------- | ------------------ | -------- | ----------- |
| Кёрлинг среди смешанных команд (mixed curling) |            |             |                  |                    |          |             |
| 1983—84                                        | Стив Браун | Дайан Браун | Vince Fitzgerald | Georgia Fitzgerald |          | ЧСШАСК 1984 |

(скипы выделены полужирным шрифтом)

## Результаты как тренера национальных сборных
| Год  | Турнир                                       | Сборная           | Место |
| ---- | -------------------------------------------- | ----------------- | ----- |
| 2000 | Чемпионат мира по кёрлингу среди мужчин 2000 | США (мужчины)     | 4     |
| 2004 | Чемпионат мира по кёрлингу на колясках 2004  | США (на колясках) | 5     |
| 2005 | Чемпионат мира по кёрлингу на колясках 2005  | США (на колясках) | 8     |

## Частная жизнь
Дайан — представительница семьи известных американских кёрлингистов. Её муж Стив Браун — кёрлингист и тренер, дважды бронзовый призёр чемпионатов мира среди мужчин, трёхкратный чемпион США среди мужчин, двукратный чемпион США среди смешанных команд, Стив и Дайан в одной команде выиграли чемпионат США среди смешанных команд в 1984.. Их дети — сын Крейг Браун и Эрика Браун — тоже известные американские кёрлингисты, неоднократные чемпионы США и призёры чемпионатов мира.
Дайан — соосновательница (со Стивом) и сосовладелица (со Стивом и с сыном Крейгом) компании Steve's Curling Supplies, производящей оборудование и экипировку для кёрлинга.